# Qualifications au championnat d'Europe féminin de basket-ball 2025
Navigation
Qualifications 2023 Qualifications 2027
Les qualifications au Championnat d'Europe féminin de basket-ball 2025 se dérouleront de novembre 2023 à février 2025 pour désigner les 12 équipes qui rejoindront la Tchéquie, l'Allemagne, la Grèce et l'Italie, co-organisateurs. Il comprend 36 équipes réparties en huit groupes de quatre équipes. Les huit vainqueurs de groupe et les quatre meilleures équipes classées deuxièmes se qualifient pour la phase finale. Les quatre co-organisateurs sont placés dans le même groupe.

## Tirage au sort
Le tirage au sort aura lieu le 19 septembre 2023.

### Composition
Les équipes ont été classées selon le Classement FIBA.
| Équipe   | Rang |
| -------- | ---- |
| Espagne  | 4    |
| Belgique | 6    |
| France   | 7    |
| Serbie   | 10   |

| Équipe             | Rang |
| ------------------ | ---- |
| Turquie            | 14   |
| Bosnie-Herzégovine | 17   |
| Hongrie            | 19   |
| Grande-Bretagne    | 21   |

| Équipe     | Rang |
| ---------- | ---- |
| Monténégro | 24   |
| Slovénie   | 26   |
| Suède      | 27   |
| Slovaquie  | 28   |

| Équipe   | Rang |
| -------- | ---- |
| Lettonie | 29   |
| Ukraine  | 34   |
| Croatie  | 36   |
| Pologne  | 44   |

| Équipe   | Rang |
| -------- | ---- |
| Lituanie | 46   |
| Portugal | 48   |
| Israël   | 49   |
| Pays-Bas | 50   |

| Équipe   | Rang |
| -------- | ---- |
| Roumanie | 54   |
| Danemark | 56   |
| Bulgarie | 58   |
| Suisse   | 60   |

| Équipe     | Rang |
| ---------- | ---- |
| Islande    | 65   |
| Finlande   | 66   |
| Luxembourg | 68   |
| Estonie    | 69   |

| Équipe            | Rang |
| ----------------- | ---- |
| Macédoine du Nord | 75   |
| Irlande           | 80   |
| Autriche          | 85   |
| Azerbaïdjan       | NC   |

## Critères
En cas d'égalité de points de plusieurs équipes à l'issue des matchs de poule, les critères suivants sont appliqués dans l'ordre indiqué pour établir leur classement:
1. Points de chaque équipe,
2. Face-à-face,
3. Différence de points,
4. Points marqués.

## Groupes
Toutes les heures sont locales.
- Qualifiés pour l’Euro 2025
- Qualifiés pour le Classement des deuxièmes de groupe

### Groupe A
| Rang | Équipe   | Pts | J | G | P | Pp  | Pc  | Diff |  | Résultats (dom.\ext.) |       |       |       |       |
| ---- | -------- | --- | - | - | - | --- | --- | ---- |  | --------------------- | ----- | ----- | ----- | ----- |
| 1    | Espagne  | 12  | 6 | 6 | 0 | 446 | 329 | 117  |  | Espagne               |       | 78-62 | 66-59 | 75-34 |
| 2    | Croatie  | 10  | 6 | 4 | 2 | 456 | 407 | 49   |  | Croatie               | 65-70 |       | 81-57 | 65-57 |
| 3    | Pays-Bas | 8   | 6 | 2 | 4 | 382 | 422 | -40  |  | Pays-Bas              | 64-81 | 65-92 |       | 64-45 |
| 4    | Autriche | 6   | 6 | 0 | 6 | 318 | 444 | -126 |  | Autriche              | 45-76 | 80-91 | 57-73 |       |

### Groupe B
| Rang | Équipe           | Pts | J | G | P | Pp  | Pc  | Diff |  | Résultats (dom.\ext.) |       |       |       |       |
| ---- | ---------------- | --- | - | - | - | --- | --- | ---- |  | --------------------- | ----- | ----- | ----- | ----- |
| 1    | Slovénie         | 11  | 6 | 5 | 1 | 477 | 392 | 85   |  | Slovénie              |       | 74-67 | 96-47 | 78-63 |
| 2    | Hongrie          | 9   | 6 | 3 | 3 | 441 | 406 | 35   |  | Hongrie               | 70-51 |       | 68-83 | 80-50 |
| 3    | Finlande (4 pts) | 8   | 6 | 2 | 4 | 375 | 464 | -89  |  | Finlande (4 pts)      | 62-84 | 56-67 |       | 85-72 |
| 4    | Bulgarie (2 pts) | 8   | 6 | 2 | 4 | 458 | 489 | -31  |  | Bulgarie (2 pts)      | 83-94 | 92-89 | 65-75 |       |

### Groupe C
| Rang | Équipe      | Pts | J | G | P | Pp  | Pc  | Diff |  | Résultats (dom.\ext.) |        |        |       |        |
| ---- | ----------- | --- | - | - | - | --- | --- | ---- |  | --------------------- | ------ | ------ | ----- | ------ |
| 1    | Belgique    | 11  | 6 | 5 | 1 | 526 | 335 | 191  |  | Belgique              |        | 81-70  | 62-67 | 97-24  |
| 2    | Lituanie    | 10  | 6 | 4 | 2 | 493 | 402 | 91   |  | Lituanie              | 69-70  |        | 72-69 | 99-62  |
| 3    | Pologne     | 9   | 6 | 3 | 3 | 479 | 374 | 105  |  | Pologne               | 77-80  | 73-75  |       | 105-51 |
| 4    | Azerbaïdjan | 6   | 6 | 0 | 6 | 246 | 633 | -387 |  | Azerbaïdjan           | 28-136 | 47-108 | 34-88 |        |

### Groupe D
| Rang | Équipe                | Pts | J | G | P | Pp  | Pc  | Diff |  | Résultats (dom.\ext.) |       |       |       |       |
| ---- | --------------------- | --- | - | - | - | --- | --- | ---- |  | --------------------- | ----- | ----- | ----- | ----- |
| 1    | Suède                 | 12  | 6 | 6 | 0 | 453 | 366 | 87   |  | Suède                 |       | 63-60 | 76-69 | 70-51 |
| 2    | Grande-Bretagne       | 10  | 6 | 4 | 2 | 448 | 334 | 114  |  | Grande-Bretagne       | 62-64 |       | 75-62 | 93-42 |
| 3    | Danemark (3 pts, +20) | 7   | 6 | 1 | 5 | 400 | 443 | -43  |  | Danemark (3 pts, +20) | 72-98 | 58-75 |       | 81-53 |
| 4    | Estonie (3 pts, -20)  | 7   | 6 | 1 | 5 | 309 | 467 | -158 |  | Estonie (3 pts, -20)  | 52-82 | 45-83 | 66-58 |       |

### Groupe E
| Rang | Équipe   | Pts | J | G | P | Pp  | Pc  | Diff |  | Résultats (dom.\ext.) |        |       |       |        |
| ---- | -------- | --- | - | - | - | --- | --- | ---- |  | --------------------- | ------ | ----- | ----- | ------ |
| 1    | France   | 12  | 6 | 6 | 0 | 572 | 263 | 309  |  | France                |        | 71-49 | 94-52 | 125-24 |
| 2    | Lettonie | 10  | 6 | 4 | 2 | 450 | 459 | -9   |  | Lettonie              | 51-82  |       | 86-83 | 85-53  |
| 3    | Israël   | 8   | 6 | 2 | 4 | 431 | 481 | -50  |  | Israël                | 39-100 | 80-83 |       | 87-57  |
| 4    | Irlande  | 6   | 6 | 0 | 6 | 333 | 583 | -250 |  | Irlande               | 48-100 | 90-96 | 61-90 |        |

### Groupe F
| Rang | Équipe               | Pts | J | G | P | Pp  | Pc  | Diff |  | Résultats (dom.\ext.) |       |       |        |       |
| ---- | -------------------- | --- | - | - | - | --- | --- | ---- |  | --------------------- | ----- | ----- | ------ | ----- |
| 1    | Turquie              | 12  | 6 | 6 | 0 | 495 | 346 | 149  |  | Turquie               |       | 75-40 | 101-54 | 83-76 |
| 2    | Slovaquie            | 10  | 6 | 4 | 2 | 429 | 394 | 35   |  | Slovaquie             | 50-65 |       | 90-52  | 78-55 |
| 3    | Roumanie (3 pts, +8) | 7   | 6 | 1 | 5 | 399 | 530 | -131 |  | Roumanie (3 pts, +8)  | 61-99 | 77-93 |        | 82-70 |
| 4    | Islande (3 pts, -8)  | 7   | 6 | 1 | 5 | 413 | 466 | -53  |  | Islande (3 pts, -8)   | 65-72 | 70-78 | 77-73  |       |

### Groupe G
| Rang | Équipe                | Pts | J | G | P | Pp  | Pc  | Diff |  | Résultats (dom.\ext.) |        |       |       |        |
| ---- | --------------------- | --- | - | - | - | --- | --- | ---- |  | --------------------- | ------ | ----- | ----- | ------ |
| 1    | Serbie (3 pts, +17)   | 11  | 6 | 5 | 1 | 480 | 307 | 173  |  | Serbie (3 pts, +17)   |        | 71-37 | 82-40 | 105-60 |
| 2    | Portugal (3 pts, -17) | 11  | 6 | 5 | 1 | 373 | 326 | 47   |  | Portugal (3 pts, -17) | 57-40  |       | 60-57 | 65-52  |
| 3    | Ukraine               | 8   | 6 | 2 | 4 | 385 | 420 | -35  |  | Ukraine               | 53-79  | 63-78 |       | 74-72  |
| 4    | Macédoine du Nord     | 6   | 6 | 0 | 6 | 336 | 521 | -185 |  | Macédoine du Nord     | 60-103 | 43-76 | 49-98 |        |

### Groupe H
| Rang | Équipe                  | Pts | J | G | P | Pp  | Pc  | Diff |  | Résultats (dom.\ext.) |       |       |       |       |
| ---- | ----------------------- | --- | - | - | - | --- | --- | ---- |  | --------------------- | ----- | ----- | ----- | ----- |
| 1    | Monténégro (6 pts, +27) | 10  | 6 | 4 | 2 | 443 | 362 | 81   |  | Bosnie-Herzégovine    |       | 70-91 | 62-81 | 37-78 |
| 2    | Suisse (6 pts, -9)      | 10  | 6 | 4 | 2 | 391 | 333 | 58   |  | Monténégro            | 85-52 |       | 85-61 | 86-53 |
| 3    | Luxembourg (6 pts, -18) | 10  | 6 | 4 | 2 | 379 | 343 | 36   |  | Suisse                | 87-39 | 55-47 |       | 48-56 |
| 4    | Bosnie-Herzégovine      | 6   | 6 | 0 | 6 | 324 | 499 | -175 |  | Luxembourg            | 77-64 | 71-49 | 44-59 |       |

### Groupe I
Le groupe I est reservé aux 4 pays hôtes de l'Euro 2025.
| Rang | Équipe               | Pts | J | G | P | Pp  | Pc  | Diff |  | Résultats (dom.\ext.) |       |       |       |       |
| ---- | -------------------- | --- | - | - | - | --- | --- | ---- |  | --------------------- | ----- | ----- | ----- | ----- |
| 1    | Italie (4 pts)       | 10  | 6 | 4 | 2 | 407 | 357 | 50   |  | Italie                |       | 76-67 | 68-47 | 79-60 |
| 2    | Allemagne (2 pts)    | 10  | 6 | 4 | 2 | 418 | 397 | 21   |  | Grèce                 | 56-45 |       | 75-66 | 64-67 |
| 3    | Tchéquie (3 pts, +6) | 8   | 6 | 2 | 4 | 376 | 437 | -61  |  | Tchéquie              | 74-69 | 81-66 |       | 41-85 |
| 4    | Grèce (3 pts, -6)    | 8   | 6 | 2 | 4 | 404 | 414 | -10  |  | Allemagne             | 53-70 | 79-76 | 74-67 |       |

## Classement des deuxièmes de groupe
Les quatre meilleures nations classées deuxièmes de leur groupe sont qualifiées pour le tournoi final.
| Rang | Équipe                   | Pts | J | G | P | Pp  | Pc  | Diff |
| ---- | ------------------------ | --- | - | - | - | --- | --- | ---- |
| 1    | Portugal (Grp. G)        | 11  | 6 | 5 | 1 | 373 | 326 | 47   |
| 2    | Grande-Bretagne (Grp. D) | 10  | 6 | 4 | 2 | 448 | 334 | 114  |
| 3    | Lituanie (Grp. C)        | 10  | 6 | 4 | 2 | 493 | 402 | 91   |
| 4    | Suisse (Grp. H)          | 10  | 6 | 4 | 2 | 391 | 333 | 58   |
| 5    | Croatie (Grp. A)         | 10  | 6 | 4 | 2 | 456 | 407 | 49   |
| 6    | Slovaquie (Grp. F)       | 10  | 6 | 4 | 2 | 429 | 394 | 35   |
| 7    | Lettonie (Grp. E)        | 10  | 6 | 4 | 2 | 450 | 459 | -9   |
| 8    | Hongrie (Grp. B)         | 9   | 6 | 3 | 3 | 441 | 406 | 35   |

### Nations qualifiées
| Nation          | Qualification                        | Qualification    | Apparitions | Apparitions         | Apparitions         | Apparitions         | Meilleure performance               | Classement FIBA |
| Nation          | En tant que                          | Date             | Nombre      | 1re                 | Dern.               | Conséc.             | Meilleure performance               | Classement FIBA |
| --------------- | ------------------------------------ | ---------------- | ----------- | ------------------- | ------------------- | ------------------- | ----------------------------------- | --------------- |
| Tchéquie        | Pays organisateur                    | 7 septembre 2023 | 16e         | 1995                | 2023                | 16                  | Championne (2005)                   | 18e             |
| Allemagne       | Pays organisateur                    | 7 septembre 2023 | 17e         | 1954                | 2023                | 2                   | 3e place (1997)                     | 13e             |
| Grèce           | Pays organisateur                    | 7 septembre 2023 | 11e         | 2001                | 2023                | 2                   | 4e place (2017)                     | 21e             |
| Italie          | Pays organisateur                    | 7 septembre 2023 | 35e         | 1938                | 2023                | 7                   | Championne (1938)                   | 16e             |
| Suède           | Premier du Groupe D                  | 10 novembre 2024 | 9e          | 1978                | 2021                | 1                   | 6e place (2019)                     | 25e             |
| Turquie         | Premier du Groupe F                  | 10 novembre 2024 | 11e         | 2005                | 2023                | 11                  | Finaliste (2011)                    | 17e             |
| Serbie          | Premier du Groupe G                  | 6 février 2025   | 11e         | 2003                | 2023                | 7                   | Championne (2015, 2021)             | 8e              |
| Espagne         | Premier du Groupe A                  | 6 février 2025   | 23e         | 1974                | 2023                | 13                  | Championne (1993, 2013, 2017, 2019) | 5e              |
| France          | Premier du Groupe E                  | 6 février 2025   | 35e         | 1938                | 2023                | 14                  | Championne (2001, 2009)             | 3e              |
| Belgique        | Premier du Groupe C                  | 9 février 2025   | 15e         | 1950                | 2023                | 5                   | Championne (2023)                   | 6e              |
| Monténégro      | Premier du Groupe H                  | 9 février 2025   | 8e          | 2011                | 2023                | 8                   | 6e place (2011)                     | 19e             |
| Slovénie        | Premier du Groupe B                  | 9 février 2025   | 5e          | 2017                | 2023                | 5                   | 10e place (2019, 2021)              | 22e             |
| Portugal        | Quatre meilleurs deuxièmes de groupe | 9 février 2025   | 1re         | Première apparition | Première apparition | Première apparition | Première apparition                 | 40e             |
| Grande-Bretagne | Quatre meilleurs deuxièmes de groupe | 9 février 2025   | 6e          | 2011                | 2023                | 2                   | 4e place (2019)                     | 20e             |
| Lituanie        | Quatre meilleurs deuxièmes de groupe | 9 février 2025   | 12e         | 1938                | 2015                | 1                   | Championne (1997)                   | 45e             |
| Suisse          | Quatre meilleurs deuxièmes de groupe | 9 février 2025   | 5e          | 1938                | 1956                | 1                   | 5e place (1938)                     | 49e             |